# Alive Naturalsound Records
L'Alive Naturalsound Records, conosciuta semplicemente anche come Alive Records, è una etichetta discografica indipendente fondata nel 1984 da Patrick Boisell a Los Angeles specializzata nei generi garage rock, punk blues, garage punk, psychedelic rock, power pop e blues rock.

## Artisti
- All Tomorrow's Party
- Andre Williams
- Beachwood Sparks
- Bed of Eyes
- Big Midnight
- Black Angel's Death Song
- Black Diamond Heavies
- Bloodhounds
- Bloody Hollies
- Boyskout
- Brian Olive
- Brimstone Howl
- Buffalo Killers
- Certain General
- Charlie Whitehead
- Colonel Knowledge & the Lickety Splits
- Detonations
- Deviants IXVI
- Dirty Streets
- Dodge Main
- Doris Duke
- Dripping Lips
- GG Allin
- Gardens
- Hacienda
- Handsome Jack
- Henry's Funeral Shoe
- Hollis Brown
- Howlin' Diablos
- Iggy Pop
- Irma Thomas
- James Leg
- James Williamson
- John Sinclair
- John The Conqueror
- Kim Fowley
- Lee Bains III & The Glory Fires
- Left Lane Cruiser
- Libertine
- Lightnin' Slim
- Lonesome Shack
- Martin Rev
- MC5
- Mick Farren
- Milky Ways
- Mondo Drag
- Mount Carmel
- Mr. Gloria's Head
- Murder Junkies
- Nathaniel Mayer
- Neither/Neither World
- Nikki Sudden
- Occult Detective Club
- Outrageous Cherry
- Paul Collins
- PepGirlz
- Peter Case
- Prima Donna
- Radio Moscow
- RF7
- Richmond Sluts
- Ron Franklin
- Rosetta West
- Sandra Phillips
- Scott Morgan
- Soledad Brothers
- Sonic's Rendezvous Band
- SSM
- Stoneage Hearts
- Streetwalkin' Cheetahs
- Swamp Dogg
- Swell Maps
- The Black Keys
- The Bloodhounds
- The Breakaways
- The Deviants
- The Dirty Streets
- The Germs
- The Love Drunks
- The Nerves
- The Plimsouls
- The Powder Monkeys
- The Red Tyger Church
- The Runaways
- The Sights
- The Streetwalkin' Cheetahs
- Thee Michelle Gun Elephant
- Thomas Function
- T-Model Ford
- Trainwreck Riders
- Turpentine Brothers
- Two Gallants
- Tyson Vogel
- U.S. Bombs
- Very Ape
- Waves of Fury
- Wayne Kramer
- White Noise Sound
- Witches
- Wolfmoon
- Z.Z. Hill